# Torneo de Atenas
El Torneo de Atenas (denominado oficialmente Hellenic Championship) es un torneo oficial de tenis masculino perteneciente a la ATP que se celebra en Atenas, Grecia. Se lleva a cabo desde el año 2025, y se juega sobre pista dura bajo techo, siendo de categoría ATP Tour 250.

## Palmarés

### Individual masculino
| Año  | Campeón      | Finalista    | Resultado |
| ---- | ------------ | ------------ | --------- |
| 2025 | Bandera de ? | Bandera de ? |           |

### Dobles masculino
| Año  | Campeones                   | Finalistas                  | Resultado |
| ---- | --------------------------- | --------------------------- | --------- |
| 2025 | Bandera de ? · Bandera de ? | Bandera de ? · Bandera de ? |           |